# Diego Matheuz
Diego Matheuz (* 9. August 1984 in Barquisimeto, Bundesstaat Lara, Venezuela) ist ein venezolanischer Dirigent und Geiger.

## Karriere als Dirigent
Matheuz ist im Rahmen der venezolanischen Politik der musikalischen Früherziehung auf dem Lande (El Sistema) erzogen worden. Zuerst erlernte er die Violine in seiner Heimatstadt und absolvierte ab 2005 bei dem Gründer des Systems José Antonio Abreu Kurse im Dirigieren. 2006 war er bereits an der Seite von Claudio Abbado bei verschiedenen Konzerten in Italien und Venezuela tätig. Sir Simon Rattle lud ihn im Juli 2007 ein, das Orquesta Sinfónica de la Juventud Venezolana Simón Bolívar, das Jugendsinfonieorchester Venezuelas Simón Bolívar, zu dirigieren. 2008 gab er in Italien sein Debüt als Dirigent des Orchestra Mozart aus Bologna und dirigierte beim Casals-Festival in San Juan in Puerto Rico. Das Orchestra Mozart lud ihn daraufhin ein, jeweils die Eröffnungskonzerte der Spielzeiten 2009 und 2010 zu dirigieren. Mit Claudio Abbado war er stellvertretender Dirigent bei Konzerten in Caracas und Bologna.
2009 war Matheuz Gastdirigent bei der Accademia Nazionale di Santa Cecilia in Rom, beim Teatro Lirico di Cagliari und beim Orchestra Sinfonica Nazionale della RAI in Turin. In der letzten Zeit dirigierte er das Abschlusskonzert der Accademia Gustav Mahler in Bozen in Südtirol und debütierte im Festspielhaus St. Pölten in Niederösterreich mit dem Tonkünstler-Orchester Niederösterreich. Als stellvertretender Dirigent arbeitete er mit Gustavo Dudamel sowohl beim Jugendsinfonieorchester Simón Bolívar bei deren letzten Tourneen als auch bei den schwedischen Göteborger Symphonikern zusammen.
Matheuz dirigierte im November 2010 das Philharmonische Orchester des Teatro alla Scala aus Mailand bei einem Konzert im Konzerthaus Berlin in Berlin, das hr-Sinfonieorchester in Frankfurt am Main und das Royal Philharmonic Orchestra in London. Von 2011 bis 2015 war er Chefdirigent am Teatro la Fenice in Venedig und dirigierte dort die Neujahrskonzerte 2012 und 2014.

## Laufbahn als Geiger
Matheuz ist einer der ersten Geiger des Jugendsinfonieorchesters Simón Bolívar, ferner ist er als Solist mit den Orchestern der venezolanischen Bundesstaaten Miranda und Lara, den Jungen Streichern von Venezuela und mit dem Kammerorchester der University of California, Los Angeles (UCLA) aufgetreten. Er studiert weiterhin Violine an der Academia violinistica Latino-Americana unter José Francisco del Castillo.